# Flugplatz Mitiaro

i7
i11
i13
Der Flugplatz Mitiaro (englisch Mitiaro Airport, IATA-Code: MOI, ICAO-Code: NCMR) ist der einzige Flugplatz der zu den Cookinseln gehörenden Insel Mitiaro. Er befindet sich an der Nordküste der Insel.

## Geschichte und Anlage
Der ursprünglich 1977 angelegte Flugplatz Mitiaro wurde in den frühen 1980er-Jahren neu ausgerichtet, um Verbesserungen hinsichtlich der Länge und des Bahnbelags zu ermöglichen. Die parallel zur Küste in ungefähr west-östlicher Richtung verlaufende Start- und Landebahn ist mit verdichtetem Korallengrus präpariert und weist eine nutzbare Länge von 1200 Metern auf. Der Flugplatz verfügt weder über Landebahnbefeuerung noch über Navigations- oder Landehilfen.

## Betrieb
Mitiaro wird (Stand November 2024) planmäßig ausschließlich von der regionalen Fluggesellschaft Air Rarotonga bedient, die mehrmals wöchentlich Flüge zwischen Mitiaro und der Hauptinsel Rarotonga anbietet.